# Stor-Gröningen, Hälsingland
Stor-Gröningen är en sjö i Härjedalens kommun i Hälsingland och ingår i Ljusnans huvudavrinningsområde. Sjön har en area på 0,416 kvadratkilometer och ligger 440,3 meter över havet.

## Delavrinningsområde
Stor-Gröningen ingår i det delavrinningsområde (686333-145776) som SMHI kallar för Utloppet av Stor-Gröningen. Medelhöjden är 452 meter över havet och ytan är 3,41 kvadratkilometer. Räknas de 2 avrinningsområdena uppströms in blir den ackumulerade arean 6,65 kvadratkilometer. Vattendraget som avvattnar avrinningsområdet har biflödesordning 3, vilket innebär att vattnet flödar genom totalt 3 vattendrag innan det når havet efter 204 kilometer. Avrinningsområdet består mestadels av skog (42 procent) och sankmarker (22 procent). Avrinningsområdet har 0,49 kvadratkilometer vattenytor vilket ger det en sjöprocent på 14,4 procent.